# Telemea
Telemea est l'appellation en roumain du caillé national roumain. Il peut être transformé à partir de laits de vache, de bufflonne, de chèvre, de brebis ou un mélange de ceux-ci (dans ce cas, il est appelé telemea mixta). De consommation courante, il est conservé en bidons métalliques ou en futailles de bois remplies de saumure ou de petit-lait salé. Il est mis à égoutter dans des étamines dont il garde l'empreinte et détaillé en blocs cubiques pour la consommation. Les bidons ont une capacités de 14 à 15 kg et les blocs de 1 kg environ.
Depuis 2016, l'appellation d'origine d'une telemea produite dans le centre-nord de la Roumanie, telemea de Ibăneşti, est préservée via le label officiel de l'Union européenne appellation d'origine protégée.

## Étymologie
Le mot telemea vient du turc teleme qui signifie « caillé ».